# Imperare sibi
Imperare sibi è una locuzione latina che in italiano significa letteralmente Comandare a sé (stessi).
La sentenza completa, presso Seneca, è: imperare sibi maximum imperium est (comandare a se stessi è il massimo imperio), è la più alta forma di comando. [Lettere a Lucilio, CXIII.30.].
"...[30] O quam magnis homines tenentur erroribus qui ius dominandi trans maria cupiunt permittere felicissimosque se iudicant si multas [pro] milite provincias obtinent et novas veteribus adiungunt, ignari quod sit illud ingens parque dis regnum: imperare sibi maximum imperium est."
Già prima del grande moralista, preso a modello dai cristiani, era nota la sentenza di Platone: "prima di comandare agli altri bisogna imparare a comandare a se stessi". Gorgia, 491d. I Greci attribuivano la sentenza originaria a Democrito].
Fu ripresa anche dagli autori latini, fra i quali Plauto e Cicerone.
Anche nella Bibbia è detto che essere padroni dei propri istinti vale più che espugnare una fortezza (Proverbi, XVI.32).